# Marijino znamenje, Celje
Marijino znamenje v Celju stoji na Glavnem trgu, nekdanjem Starem trgu, kjer so postavili sramotilni steber za zločince in prestopnike. Kip prikazuje Devico Marijo, ob njej pa stojijo kipi: sveti Rok, sveti Florjan in sveti Jožef. V latinščini, nemščini in slovenščini so na stranicah podstavka posvetilni napisi iz dvajsetega stoletja.